# Kanjavec
Il Kanjavec (2.569 m s.l.m., in passato in italiano Cima degli Agnelli), è una montagna della Slovenia compresa nel parco nazionale del Tricorno.

## Descrizione
La vetta è situata tra le selle Dolič e Prehodavci, alla testata della valle dei laghi del Tricorno.
Quando il cielo è particolarmente limpido e c'è buona visibilità si può vedere il mare Adriatico a sud ovest mentre sull'altro versante si vedono le cime più alte dell'Austria. Tra il 1920 e il 1943 si trovava sulla linea di confine tra il Regno d'Italia e la Jugoslavia e in questo periodo in Italia assunse l'esonimo di Cima degli Agnelli.

## Ascensioni
La salita, di difficoltà escursionistica, è perlopiù di interesse panoramico, dalla cima infatti si può godere di un'interessante vista del vicino monte Tricorno e delle Alpi Giulie.